# Història de la psicologia
La història de la psicologia recull l'evolució de les recerques fetes dins el camp de la psicologia, és a dir, sobre els processos mentals i el comportament humà.
Esclarix doncs els fets i conceptes previs que van donar lloc al naixement de la psicologia, així com el context històric i cultural, les circumstàncies i els autors que la feren possible, i a partir d'això, fa el seguiment i reconstrucció històrica que dona conformitat a esta ciència.
Allò que crida poderosament l'atenció, d'arribada, és que el desenvolupament de la psicologia no és unitari ni tampoc unidireccional, cosa lògica d'altra banda, atesa la complexitat del seu objectes d'estudi i la manca existent durant anys d'una definició consensuada per a esta ciència.
El primer problema amb què es troben els historiadors de la piscologia és tindre un esdeveniment fundacional, cosa que, malgrat revelar-se un fet fàcil en física, no l'és tan en psicologia. De fet, situar el punt de partença de la psicologia al laboratori de Wundt (Leipzig, 1879) obeïx a raons consensuades i obtingudes pel desenvolupament posterior de la psicologia mateixa.
Un altre tret que presenta els seus problemes és que, tal com passa amb la filosofia, s'han desenvolupat diverses escoles incompatibles durant dècades. Incompatibles pel seu objectiu o metodologia, tot i que el passatge del temps ha permès establir-hi ponts.
Majoritàriament la psicologia s'ha desenvolupat en un context occidental, entre Europa i els Estats Units, fet que no exclou dins la seua historiació les recerques filosòfiques i mèdiques realitzades en altres àrees culturals.
La història de la psicologia para igualment atenció a altres àmbits d'estudi que s'hi relacionen com ara la medicina, la biologia, la sociologia o la cibernètica.

## Apunts historiogràfics

### Delimitar els períodes historiogràfics
En historiografia hi ha consens a dir que abans l'any 1879 no existix la psicologia com a disciplina científica. No vol dir que no hi haguera consciència de l'existència de la ment, la psique o que no s'hi feien preguntes al seu voltant, simplement tot s'havia dut a terme dins un àmbit filosòfic.
El marcador el dona l'ús del mètode científic. L'any 1897 el psicòleg alemany Wilhelm Wundt (1832-1920) muntà el primer laboratori a Leipzig (Alemanya) amb l'afany de fer empirisme sobre els processos mentals i el comportament humà. El mètode emprat ha fet que els historiadors, qualsevol sexe comprès, consideren que hi ha aleshores dues etapes a la història de la psicologia.
- etapa de psicologia filosòfica
- etapa de psicologia científica

No deixa de ser una convenció perquè a la segona meitat del segle XIX ja s'hi fa psicologia amb independència que Wilhelm Wundt haguera muntat o no el seu laboratori. Es posa per davant que Franz Brentano (1838-1917) publica l'any 1874 Psychologie von empirischen Standpunkt o que Wilhelm Dilthey (1833-1911) publica l'any 1894 Ideen über einee beschreibende und zegliedernde Psychologie.
De fet, la psicologia ja és present a les universitats des del segle XVIII. A Alemanya Immanuel Kant (1724-1804) proposa diferenciar la psicologia a partir de la lectura que fa de Christian Wolff (1679-1754). Wolff ja diferencia al segle XVII una psicologia empírica d'una psicologia racionalista. Kant en refà una lectura a partir de la reflexió filosòfica de l'enteniment de John Locke (1632-1704) i del cartesianisme de René Descartes (1596-1650).
Franz o Dilthey tenien punts de partença diferents dels de Wundt. La psicologia inclou efectivament mètodes de les ciències toves perquè l'ésser humà no deixa de ser influenciat per la societat i la cultura que l'envolta de manera que cal fer recerques dins l'àmbit humanístic en psicologia. Este fet no permetria excloure Franz o Dilthey de la psicologia científica.

### L'evolució ànima, ment i comportament
L'abordatge dels fenòmens psicològics és present allà on hi haja discurs racional.
Tot simplificant-ne l'explicació, es podria dir que hi ha dues tendències a l'hora de delimitar l'objecte d'estudi de la psicologia moderna: d'una banda, la ment, de l'altra, la conducta. L'estudi del comportament s'esdevé al segle XIX, XX i XXI. Cal doncs fer cerques per a saber quan va produir-se el desplaçament de la ment cap a la conducta. En esta mateixa filada, cal aclarir què volem dir quan parlem de ment.
Fent-ho hom s'adona que la ment és un producte de la modernitat. Abans del segle XVII, i fins i tot dins l'Edat moderna encara, la psique s'associa a una ànima, concepte que barreja la consciència de l'existència d'una ment en l'ésser humà amb l'espiritualitat.
L'actual article no discrepa de les dues divisòries (psicologia filosòfica i científica), però proposa igualment la periodització del psicòleg anglès William McDougall (1871-1958) per a qui hi ha tres etapes a la història de la psicologia (una psicologia de l'ànima, de la ment i del comportament). S'escau molt més al veritable pensament de cada època.

## La psicologia filosòfica

### Una psicologia de l'ànima

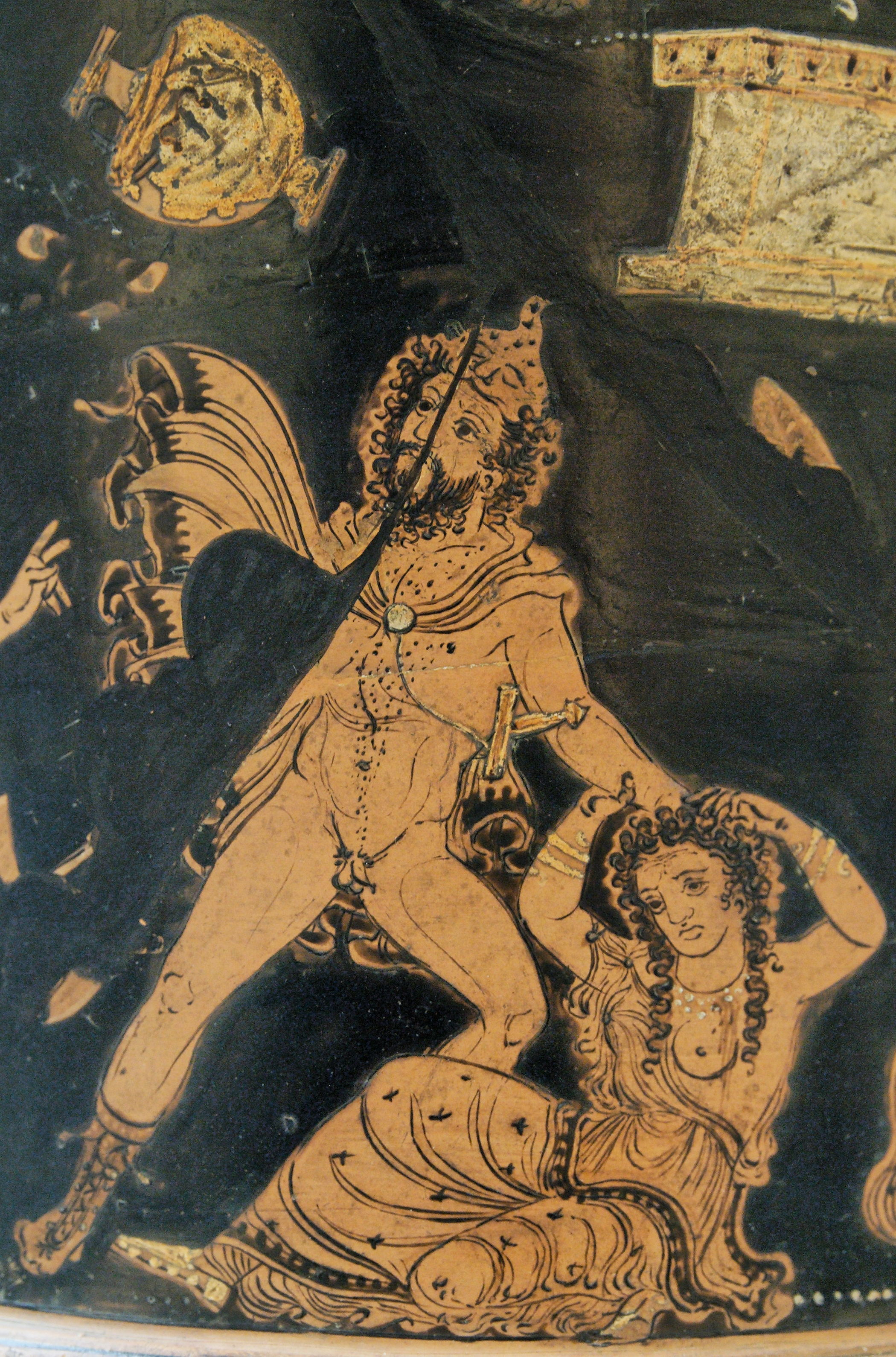
Bogeria de Licurg, representació artística d'un trastorn mental

Existixen dues maneres de veure la realitat segons on ens situem. A l'Egipte antic, a la Grècia clàssica o a Roma la psique és l'ànima. Es tracta d'un concepte espiritualista que és conscient de l'existència d'una ment, d'un cap pensant, d'una psicologia en l'ésser humà. El cos estaria separat d'esta ànima. A l'Índia, en canvi, el cos no està separat de l'ànima. La psicologia va unida al cos i cal dresprendre’s de l’ego tot connectant cos i ànima perquè actuen en el benestar de l'individu.
Dins l'hinduisme hi ha referències a un jo, concepte psicològic, però és veritablement el budisme qui desenvolupa les primeres interpretacions sobre la ment. N'ixen nocions com ara el no-ésser, el jo, l'inconscient, la buidor, l'atenció plena, el desenvolupament personal, els trets de caràcter, etcètera.
En essència i per al restant de l'Edat antiga i fins ben passada l'Edat mitjana, l'ésser humà fa estes diferències. El món mediterrani és dualista, l’indià és monista.

#### Les cultures de l'ànima
Si ens fixem en l'Egipte antic hi veiem com existix ja un coneixement del cervell. El Papir d'Edwin Smith demostra que ja es disseccionaven caps de soldats per a guarir-los de les lesions produïdes durant la guerra. El cervell hi és esquematitzat. Alhora hi veiem com existix una noció d'ànima situada al cor. El Llibre dels Morts jutja efectivament l'ànima en un tribunal diví. Però existix igualment una voluntat de guarir les malalties mentals, tal com ho demostra el Papir d'Ebers.
A Grècia la malaltia mental és raó d'estigmatització. D'arribada, sabem mitjançant la seua mitologia i literatura que la psique no fa moure el cos. Per a Homer existix l'ànima, però no té consciència, vida o voluntat pròpies. A Les metamorfosis (Apuleu, 123-170), el millor recull data de Roma, la psique és una princesa que s'enamora i es casa amb Eros després del vist-i-plau de Zeus.
No és fins a l'adveniment del període clàssic que es rumia sobre la ment. No hi ha disseccions ni cap coneixement del cervell, però la literatura ja posa de manifest l'arribada de la psique perquè parla de l’acció de l’home fora de les decisions divines i de les emocions sofertes pels protagonistes. El pas del mite a la lògica permet centrar-se en la ment. Dins el Fedó Plató (-427, -347) separa l'ànima del cos. Diu haver-hi un coneixement innat. Aristòtil (-384, -322), però, discrepa. No nega l'existència d'una ànima, però pensa que la realitat és observable.
Dins de Quant a l'ànima, Aristòtil classifica uns tres tipus d'ànimes segons les seues funcions, és a dir, veu a la natura tres tipus de funcionaments psicològics:
- les ànimes vegetatives: es dona en vegetals perquè realitzarien les funcions mínimes vitals de forma inherent com ara la nutrició, el creixement, la reproducció i la mort.
- les ànimes sensitives: tot incloent-hi les vegetatives anteriors, es donaria en éssers animals atès que hi hauria una adaptació i automoviment local, com ara la memòria, l'aprenentatge i l'experiència. La funció no permetria arribar a un "coneixement vertader" de la realitat.
- les ànimes racionals: es donaria en éssers humans vist que a banda de les funcions anteriors, s'afig la capacitat abstracta amb què el coneixement pren forma de conceptes traduïts en llenguatge i consciència de veritat.

A banda, a partir de la lògica, Aristòtil arriba al sil·logisme.
Fora de Grècia i canviant de continent, existix a la Xina durant el període de Regnes Combatents una noció (wuxing o cinc processos) semblant a la teoria dels humors. En contacte amb els perses, els grecs i posteriorment els romans també, ideen la teoria dels humors que són un primer intent de buscar una causa racional al desequilibri mental, però és errònia i la demostració d'això s'obté al segle XIX mercès a la teoria microbiana de la malaltia.
A la Xina, per raons d'utilitat burocràtica, s'investiga sobre l'aprenentatge. Els Han començaren a elaborar proves i tests d'habilitat vora el segle VI. Uns esquemes que són precursors de conceptes com el quocient intel·lectual i de branques com la psicologia aplicada.
Contràriament als grecs, perses o xinesos, a Roma s'hi feien disseccions per a entendre el cervell humà. Claudi Galè (131-201) disseccionà efectivament animals per a entendre’n les terminacions nervioses. Fa una síntesi de Plató i Heròfil per a situar l'ànima al cervell, no pas al cor, com la situaven els egipcis. Descobrix la rete mirabile, però pensa que també és aplicable a l’home. Interpreta llavors que dins l’home permet fer anar els quatre humors. Heròfil (330-260), per la seua banda, intenta precisar la ubicació de les funcions superiors del cervell. No es tracta pas de ciència moderna, les conclusions són errònies, però ja és un pas endavant.
Finalment, a Roma s'hi feien sessions de "guarició d'ànimes" segons Olivier Houdé. Els romans pensaven que es podia guarir la malaltia mental mitjançant el passatge oníric de l'ànima. Consistia a observar frescs tot estirat en una llitera. El psicòleg francès hi veu uns precursors de la psicologia clínica perquè reprenen el mètode de la psicoanàlisi.

#### El fort llegat grec
Arribats a l'Edat mitjana el llegat grec exercix una gran influència en el pensament. A partir de la península Ibèrica es traduïxen els clàssics grecs i romans de manera que tornen a surar les idees de Plató, així com les reflexions estòiques i epicures sobre l'ànima.
Els estoics promouen un control de les passions, cosa que permet associar-ne el pensament a la intel·ligència emocional. En fer introspecció els estoics es proposen de cultivar el jo i precisament això és allò que fa Sant Agustí d'Hipona. S'ha considerat efectivament a posteriori els escrits d'Agustí d'Hipona (354-430) com a cultivadors d'una certa psicologia. És un pensament que beu dels estoics i del neoplatonisme. El més important dels escrits és que compon amb el món de les idees de Plató. Hi hauria doncs un coneixement innat i l'ànima estaria separada del cos. Fins ben entrada l'Edat moderna la psicologia de l'ànima és ben vigent.
Este dualisme impera al món cristià i musulmà d'època, però contràriament a Europa, al nord d'Àfrica el neoplatonisme no va encallar el coneixement científic. Mentre el món àrab mira de guarir les malalties mentals, Europa en fa una possessió del diable, un objecte de bruixeria o de bogeria. Les malalties mentals reben un tracte estigmatitzant. El malalt no és tractat, és engarjolat, si és que no es vol fer passar dissidents polítics per bojos.

#### Els avenços medievals
El món musulmà a l'Edat mitjana es va amoïnar dels malalts mentals amb l'obertura dels primers hospitals específics al segle viii. A diferència de l'Europa cristiana, hi destaquen ja un bon nombre de psicòlegs, metges o pensadors encuriosits per la psicologia com ara Abu Zaïd al-Balkhí, Ibn Sirin, Abu-Iussuf al-Kindí, Abu-Nsr al-Farabí, etc. La ciència al món musulmà és més desenvolupada que no pas a Europa i d'això en tenim mostra mercès a Abu-r-Raihan al-Biruní que ja s'interessava pel temps de reacció.
Al-Balkhí (850-934), per exemple, no s'allunya pas de l'espiritualitat, però a Masalih al-Abdan wa al-Anfus hi aborda les patologies mentals. Hi retreu que els metges d'època no s'interessen tant per la psicologia i ho reglen tot a les malalties físiques. De segur que va traure la seua iniciativa de la lectura feta dels clàssics grecs, que no arriben a Europa fins al segle XI. En efecte, Hipòcrates (-460,-370), Areteu (80-138) o Galè (131-201) ja havien intentat classificar les malalties mentals. Hi hauria quatre grans malalties: la frenesia, la mania, la melangia i la letàrgia.
Al-Balkhí, en canvi, diferencia la neurosi i la psicosi, tot proposant-ne teràpies per a guarir-les. Segons els seus escrits, hi ha quatre tipus de trastorns emocionals:
- la por i l'ansietat
- la còlera i l'agressivitat
- la tristesa i la depressió
- l'obsessió, entesa ja com a trastorn obsessiu

Identifica igualment tres tipus de depressions:
- la depressió normal o tristesa
- la depressió endògena
- la depressió clínica

Cadascuna d'estes troballes té un gran mèrit, sobretot si ens fixem que proposa com a solució un equilibri entre el cos i la ment perquè considera que un desequilibri de tots dos dur a un estat de malaltia mental. En efecte, és el primer que s'adona que la febre pot causar mal de cap i que moltes malalties físiques provoquen malalties mentals. Compara fins i tot els problemes físics amb els mentals i demostra que els psicosomàtics poden causar algunes interaccions entre cos i ment.
Gairebé com si en fora precursor, introduïx el concepte d'inhibició recíproca, estudiada per Joseph Wolpe als anys 1960. També analitza les fòbies i en proposa ja solucions contemporànies com ara l'exposició progressiva a l'objecte que fa por.
Fora de l'àmbit de la medicina, Alhazen (965-1040) va estudiar els sentits. En realitzar treballs sobre l'òptica, el matemàtic fa descobertes dins la psicologia. Experimenta efectivament amb la percepció visual i amb els sentits de manera que troba les variacions de la sensibilitat, com ara el tacte, la percepció dels colors, de la foscor, tot donant una explicació psicològica a la visió binocular.
Avicenna (980-1037), gran filòsof d'època, descriu fenòmens que hui considerem propis de la psiquiatria com ara l'al·lucinació, la mania, el malson, la melangia, la demència, la paràlisi, l'accident vascular cerebral, el vertigen o la tremolor.

### Una psicologia de la ment

#### El trencament amb la teoria de l'ànima
És mercès a la Il·lustració que es trenca per primera volta amb la idea que existix una ànima desconnectada del cos o que el coneixement és innat.
René Descartes (1596-1650) ja no parla de l'ànima en un sentit grec de la paraula, i per esta raó resol fer ús del mot mens (ment) que es referix "al principi de virtut amb què pensem, oposició feta a l'ànima, referida al principi vital amb què ens nodrim, creiem i estem sotmesos a la resta de funcions que compartim amb els animals" (E. Lafuenta, 2017). A partir d'això l'ànima ja pot ser el cos perquè ja s'entén com a autòmat. Això permet desenvolupar un altre discurs que es distancia del dualisme.
John Locke (1632-1704) va més lluny i es deslliga definitivament de l'ànima i les idees innates. Lock accepta el pressupòsit que la ment humana només coneix les idees, però rebutja que siguen innates alhora que proposa com a explicació que s'adquirixen a través de l'experiència. El filòsof anglès considera que coneixem mitjançant els sentits. La nostra ment neix en tabula rasa i és mitjançant les sensacions que ens arriben dels sentits que aprenem del nostre voltant.
És seguit de prop per David Hume (1711-1776) o Étienne Bonnot de Condillac (1714-1780) que fan el salt següent, proposar l'empirisme com a mètode d'accés al coneixement, fet que trenca definitivament el vincle amb la metafísica i fa néixer la ciència, de retruc, la psicologia.

#### Entrada de la psicologia a l'Enciclopèdia
A l'actual Alemanya, les idees de Lock prenen una forma diferent de com les lligen els filòsofs francesos i el fet és a destacar perquè a partir del pensament lockià s'hi desenvolupa un discurs psicologitzant de l'ésser humà.
De resultes d'això Christian von Wolff (1679-1754) elabora tot un programa sobre el coneixement que mira de diferenciar la psicologia d'altres àmbits com la lògica, la política, l'economia o les matemàtiques. El filòsof troba que amb la psicometria es pot estudiar matemàticament el pensament humà, tot i que no el designa com a ment, parla d'ànima.

La passa següent va ser l'Enciclopèdia que introduïx la psicologia empirista dins els volums i la definix així,
"part de la filosofia que tracta de l'ànima humana, que en definix l'essència i que dona comptes de les seues operacions".

Encyclopédie, Vol. XIII, pàg. 543a. Segle XVIII, 1765
A França, Charles Bonnet (1720-1795), a Essai de psychologie ou considérations sur les opérations de l'âme (1754) hi defensa ja una psicologia a banda.

#### La separació de les ciències
És amb Immanuel Kant (1724-1804) que es proposa constituir ja unes ciències separades les unes de les altres. Fins llavors el coneixement havia estat emmarcat per la filosofia. Naturalistes, psicòlegs o sociòlegs feien filosofia. Tot el coneixement és filosofia.
Al segle XVIII i mercès a la Il·lustració es comencen a separar cadascuna de les ciències. Kant proposa unes ciències històriques, que descriuen la realitat, i unes ciències pròpiament científiques, que busquen explicacions casuals, tot recorrent a les lleis de la matemàtica, entre més mitjans.
Kant no considera que es puga fer de la psicologia una ciència que partisca de la matemàtica, raó per la qual hi haurà grans crítiques al segle XIX sobre l'intent de fer-ne una disciplina a banda. Auguste Comte (1798-1857), a França, no concep la idea d'una psicologia perquè ho veu tot a partir de la sociologia. L'inici de segle XIX intenta doncs fer matemàtiques amb la psicologia per tal de desacreditar Kant. Comte aconseguix endarrerir considerablement el sorgiment de la psicologia.

#### L'impacte de l'associacionisme
La primera contribució a la psicologia com a disciplina científica la podem trobar en l'associacionisme. És la primera explicació científica que els filòsofs de la Il·lustració donen al funcionament de la ment. És iniciat a mitjan segle XVIII per David Hartley (1705-1757) i és continuat al segle XIX per l'empirisme anglès i escocès. Arrere hi tenim noms com ara James Mill, Stuart Mill, Alexander Bain, David Hume o Herbert Spencer.
Es tracta d'una explicació mecanicista de la ment. Considera que la proximitat en el temps, l'espai, l'objecte i l'esdeveniment (llei de la contigüitat) possibilita l'associació d'idees entre elles. És a dir, el nostre cervell i raonament funciona a còpia d’associar idees. Per tant, l'associacionisme explicaria la unitat de la consciència, el sistema amb què el raonament arriba a la coherència.

Dins Analysis of the Phenomena of the Human Mind, James Mill (1773-1836) explica l'associacionisme d'esta manera: 
"rebem contínuament sensacions de l'ull, l'oïda, del tacte, successivament […] després de les sensacions s'exciten perpètuament idees de les sensacions rebudes anteriorment: després d'estes idees, altres idees […] veig un cavall: és una sensació. Immediatament pense en el seu amo: és una idea. La idea del seu amo em fa pensar en el seu càrrec." 

James Mill, 1929 
L'associacionisme (terme creat per Locke) és considerat com a fonamental perquè Wundt, Titchener, Pàlolv o Watson elaboressen les seues teories. El conductisme mateix beu de l'associacionisme. Este influïx fins i tot en les teories sobre l'aprenentatge.

#### Romanticisme i contra-Il·lustració
La Il·lustració va generar un corrent contrari a la raó que propugnava el sentimentalisme i l'èxtasi de les emocions. El romanticisme va fer ofici de contra-Il·lustració a les primeres dècades del segle XIX. Iniciat a Alemanya, la seua influència va ser enorme a l'Europa del segle XIX i com a conseqüència d'això va néixer tot un corrent espiritualista i naturalista que va retornar a una lectura de la introspecció del jo.
Jean-Jacques Rousseau (1712-1778) és l'originador d'esta nova mirada medievalitzant per al segle XIX. La creença que l'home és bo per naturalesa dur els romàntics a confeccionar un corrent que considera que "la raó no interessa al cor" (Marquès de Vauvenagues, s. XVIII). És a dir, no contempla les emocions com a susceptibles de dir falsedats. Ans al contrari, caldria orientar-les cap a efectes útils per a la societat. Els sentiments no són doncs condemnables i per això la nova cerca del jo prova de trobar l'amor de la natura, l'interès per la part fosca de l'ésser o l'exaltació del sentiment mateix.
És un projecte que col·lapsa la poesia, l'art o el nacionalisme. La mentalitat és a treure la veritat natural de tot home, d'ací que parlem d'una visió naturalista que no es barreja a la religió, sinó que procura una mirada espiritual dins la ment de l'ésser humà.

#### Els intents de mesurar el cervell
El segle XIX inaugura una etapa diferent per a la psicologia. Esta es formalitza i s'institucionalitza a mitjan segle i a la primera meitat aparïxen els primers estudis que intenten entendre la psique fora de les reflexions filosòfiques i religioses. És un gran salt que es veu reflectit, per exemple, en la frenologia.
La frenologia va tenir molta repercussió a Europa. Tanta que fou practicada per Marià Cubí (1801-1875) als Països Catalans. A l'època és "considerada com un discurs científic" (Évélyne Pewzner, 2020) seriós. Hui hi veiem clarament una pseudociència. El seu promulgador, Franz Joseph Gall (1758-1828), no era partidari de l'empirisme, de manera que les seues conclusions eren totes errònies, excepció feta a l'associació del cervell amb la ment. En efecte, després de segles i anys de considerar que l'ànima és al cor, per primera volta s'intenta demostrar que la ment és al cervell. La responsabilitat d'una tasca com esta va ser de Gall, qui va trobar-se amb moltes crítiques.
Era metge i anatomista de manera que va disseccionar cervells humans. Gall considerava que "el cervell és l'òrgan de les facultats morals i intel·lectuals" (Évelyne Pewzner, 2020), però el mètode per a arribar-hi és del tot qüestionat. Els seus treballs estan tots esbiaixats. Hi veiem traces clares de racisme i estereotips d'època. Es va dedicar a disseccionar els caps d’homes talentosos perquè considerava que hi havia alguna relació entre el seu talent i la mida del cervell. Els frenòlegs, en efecte, pensaven que els trets distintius d'una persona o les tendències criminals es podien estudiar mitjançant el mesurament del cap. Un afer així va derivar en actituds racistes i discursos racialistes que tingueren una gran incidència en la gestació de les guerres mundials.
Gall estava convençut que hi havia facultats elevades en segons quins éssers humans. En realitat estes facultats les trobava en personatges de la classe alta europea. Friederich Hegel (1770-1831) i Pierre Flourens (1794-1867) el desacreditaren. L'experiència duta a terme sobre coloms de Flourens demostra la falsedat de les conclusions de Gall. La fisiologia acaba demostrant científicament que el cervell està connectat a la ment.
Altres pseudociències o pseudoexplicacions científiques d'època són a remarcar com la teoria del magnetisme animal, postulada per Franz-Anton Mesmer i represa posteriorment en diferents variants per l'abat Faria. Ultra el fet que no és científic i que l'experiència és de conclusions totalment errònies i fins i tot fantasioses, tingué el mèrit, com la frenologia, de cercar explicacions per a les malalties mentals fora de la filosofia i la religió. Permeté igualment posar l'accent sobre el noctambulisme.

## La psicologia científica

### La institucionalització de la psicologia

#### La contribució de la fisiologia
La fisiologia estudia el rol, el funcionament i l'organització mecànica, física i bioquímica dels organismes vius. Sense esta branca del saber la psicologia no hauria pogut néixer. Els enormes progressos que fa la fisiologia dins el camp del cervell permet posteriorment als psicòlegs d'entendre la psique. La fisiologia va fer allò que la frenologia no pogué.
Així durant la primera meitat del segle XIX, la fisiologia fa aportacions cabdals a la psicologia:
- l'arc reflex (Marshall Hall)
- distinció entre nervis motors i sensorials (Charles Bell i François Magendie)
- el principi de l'especificitat de les vies sensorials (Johannes Müller)
- la naturalesa i transmissió de l'impuls nerviós (Du Bois Reymond)
- estudi dels òrgans sensorials (Hermann von Helmholtz)
- precisió de l'estructura del sistema nerviós (Santiago Ramón y Cajal)
- demostració de transmissió química d'informació entre neurones (Otto Loewi)

#### El primer laboratori de psicologia
Diversos factors van permetre institucionalitzar la psicologia:
- les recerques en fisiologia
- l'establiment d'una definició clara
- el plantejament d'objectes d'estudi
- la concreció de problemes a resoldre
- l'establiment d'un mètode experimental
- la creació d'un primer laboratori
- la publicació de revistes per a fer circular el coneixement

Tots estos factors els va reunir Wilhelm Wundt (1832-1920) l'any 1879 quan va obrir el primer laboratori de psicologia del món a Leipzig (Alemanya). La seua iniciativa va tenir un gran ressò perquè per primer cop es feien experiències amb ésser humans, es reunien estudiants al voltant del seu laboratori i es publicaven els resultats a la revista Philosophiche Sutiden (1881). A conseqüència d'això ja podem dir que existixen psicòlegs i s'obren de retruc universitats que estudien expressament la psicologia una mica per tot el món. És el cas d'Alemanya mateix, els EUA, Rússia, Dinamarca, el Japó i finalment Polònia a Lemberg.
És a Polònia mateix on hi neix la primera Societat Alemanya de Psicologia Experimental. Es torna essencial perquè reunïx els psicòlegs d'arreu del món. Fou una iniciativa de J. Ochorowicz.
La psicologia no es desenvolupa gens o molt tardanament a França i el Regne Unit. Els EUA incorporen la psicologia perquè estudiants seus se'n van a Alemanya a aprendre de Wundt. Per tant, Alemanya és el centre de gravitació de la psicologia al segle XIX. Motius variats expliquen este fenomen com ara el refús de l'experimentació per part dels psicòlegs anglesos. James Ward (1843-1925) i James Sully (1842-1923) foren els responsables d'introduir el laboratori al Regne Unit.
Wundt obre el seu laboratori per a investigar sobre els sentits. És un neguit generalitzat. Importa inicialment saber el temps de reacció. El coneixement que es va adquirir sobre el funcionament dels nervis en fisiologia fou molt important per a entendre com funcionen els nostres sentits. Però, fora d'això, l'establiment d'un primer laboratori va fer que emergiren recerques sobre altres àmbits. Obren doncs diverses universitats a Alemanya: Hermann Ebbinghaus (1850-1909) o Georg Elias Müller (1850-1934) intenten saber-ne més sobre la memòria humana.
Hermann von Helmholtz, Frans Cornelius Donders o E. W. Bessel foren cabdals per a establir el temps de reacció, però els treballs de Gustav Theodor Fechner (1801-1887) o Ernst H. Weber (1795-1878) són fonamentals perquè abans de Wundt ja feien empirisme.
Wundt s'interessa aviat en allò que podríem qualificar actualment de psicologia social. En efecte, diferencia la psicologia experimental de la psicologia dels pobles (volkerspsychologie). Més endavant concreta que hi ha una psicologia individual i una psicologia comparada. L'important de tot això és que neix la psicologia experimental i paral·lelament s'establix un mètode per allò que Wundt considerava com la ment col·lectiva.

### Una psicologia del comportament

#### La psicologia de les patologies
A la segona meitat del segle XIX Théodule-Armand Ribot (1839-1916) contribuïx a institucionalitzar la psicologia a França. N'obre el primer laboratori i amb Jean Martin Charcot (1825-1893) tracta la patologia mental. Les malalties mentals són reconegudes com a tal, i no com a bruixeria, mercès a Philippe Pinel (1745-1826). Dins Traité médico-philosophique sur l'aliénation mentale ou la manie (1801) posa un fre a les pràctiques d'època que consistien a encadenar els malalts. Pinel els allibera i comença a tractar-los humanament.
A conseqüència d'això l'Escola de París comença a tractar la psicopatologia. Jean Esquirol (1772-1840) descriu, de fet, les al·lucinacions i l'esquizofrènia. És el primer que desenvolupa la psiquiatria. Tanmateix, les primeres respostes a la malaltia mental provenen del mesmerisme. En efecte, Charcot utilitza la hipnosi com a primer mètode per a guarir els malalts. Aconseguïx que siga acceptada àmpliament malgrat el descrèdit que va assumir el magnetisme animal. S'inquieta més concretament per la histèria. Bona part dels seus treballs es focalitzen en esta.
La histèria és considerada una patologia física al segle XIX. Llavors es creia que efectava les dones, però hui veiem que no és cap malaltia i que a l'època el masclisme ambient en va fer una patologia pròpiament femenina per a marginar i patologitzar les dones. El mèrit de Charcot és haver aconseguit que l'estat francès li obrira una càtedra de neuropatologia.

### A la cerca de l'acceptació científica

#### L’impacte del darwinisme
La idea que l'home prové del mico va ser tota una revolució per al segle XIX. Inicialment va ser difícil de fer acceptar la teoria de l'evolucionisme. Als Estats Units, encara hui, molta població i institucions empeses per l'evangelicalisme, neguen que l'evolució siga certa. Un cop acceptada, la teoria de l'evolució va tendir a ser aplicada una mica per totes les ciències com ara la lingüística.
Si algunes lectures s'han demostrat errònies, de forma general el darwinisme va fer grans contribucions a la psicologia. Una de les primeres aplicacions va ser la psicologia animal o comparada. A partir del principi que si s'observava es pot estudiar els comportaments humans, es va intentar entendre i estudiar el comportament animal. George John Romanes (1848-1894) va ser el primer científic que es va interessar per aplicar les mateixes tècniques que els humans amb els animals. La seua publicació l'any 1882 (Animal Intelligence) resumix gairebé tots els seus treballs. Anaren de la medusa fins al ximpanzé.
Llodyd Morgan (1852-1936) corregí els errors de John Romanes. Ajudant-se del seu fox-terrier va aplicar per primera volta l'aprenentatge d'assaig per error i per imitació. Va refutar la hipòtesi que els trets dels animals eren hereditaris, així com va rebutjar la teoria de Romanes segons la qual les aranyes tenien emocions o que l'arbre de l'evolució mental comença en els animals amb unes idees simples, es complexifica i acaba amb unes idees nocionals, únicament observables dins els humans.
El Regne Unit va ser el lloc del darwinisme en psicologia. La psicologia comparada hi tingué molt de ressò, però un avenç important va ser la idea que alguns trets eren hereditaris. En efecte, Francis Galton (1822-1991) va intentar demostrar que els trets individuals s'hereten. Atès que no existia cap teoria genètica, va fer servir les tècniques estadístiques en la psicologia, tota una novetat que posteriorment serà de gran utilitat. Així va intentar demostrar amb les matemàtiques que la meitat de l'herència prové dels pares. La idea de l'herència va ser tractada igualment a França amb Théodule Ribot, però és al Regne Unit que pren una gran embranzida.
Ribot partia del lamarckisme, Glaton del darwinisme. Galton, dins un tipus de mentalitat propi d'època, conclou que hi ha éssers humans amb capacitats superiors perquè l'herència mateixa els hauria dotat d'esta capacitat, de manera que convenia o en qualsevol dels casos va proposar que els homes de classe alta o amb millors capacitats s'aparellessen per a procrear una humanitat més evolucionada. Este pensament ja és eugenètic i fou usat pel nazisme amb les pèssimes conseqüències derivades que hi hagué com ara la Segona Guerra Mundial. Bé que podem dir que Galton fe grans contribucions a la psicologia, estes hipòtesis són del tot descartables.

#### La psicologia soviètica i els reflexos cerebrals
Al segle XX la psicologia a Rússia va tindre problemes amb el règim tsarista i soviètic.
En primer lloc cal saber que la psicologia hi sorgix justament amb el final dels tsars. El primer nom que s'hi destaca és Ivan Mikhaïlovitx Sétxenov (1829-1905). Va apropar a la psicologia allò que va acabar anomenant reflexologia per a no enfurismar la censura. En efecte, va postular que totes les accions tenen un caràcter reflex, és a dir, qualsevol activitat és reduïble a moviments reflexos. La idea era molt revolucionària per a la Rússia tsarista de manera que els seus estudis foren censurats.
Esta teoria dels reflexos cerebals va obrir el camí cap al conductisme.
Vladímir Mikhaïlovitx Békhterev (1857-1927) en va ser deixeble però no és fins a Ivan Petróvitx Pàvlov (1849-1936) que la reflexologia ateny la seua màxima acceptació. Aleshores Rússia ja viu dins la Unió Soviètica i el règim pretén censurar tot allò que no vaja en la línia del marxisme.
La Unió Soviètica considerava que la psicologia s'havia de llegir obligatòriament a partir de Karl Marx. No hi trobarem cap mena de referència a termes econòmics, però sí que es va orientar la psicologia a pensar que la consciència era el resultat de la condició social i la matèria. Per als psicòlegs soviètics la consciència era un instrument de regulació de l'individu perquè a través de la seua experiència amb el materialisme regulava el seu comportament.
Pàvlov no va veure en el marxisme res de psicològic i com a metge de Stalin en diagnostià la paranoia. Eixir del discurs no era gens fàcil i Pàvlov ho aconseguí perquè rebé el Premi Nobel, la qual cosa li va conferir celebritat fora del bloc comunista. Tanmateix, segons recerques recents, Stalin mateix n'ordenà la mort perquè no va suportar ser diagnosticat de paranoia.
El premi Nobel va ser, malgrat les relacions amb el comunisme, meritori. Descobrix, tot fent experiments amb un gos, els reflexos incondicionats i condicionats.
La psicologia soviètica anava veritablement en una altra direcció i la demostració d'això són els treballs del psicòleg Lev Vigotski (1896-1934). Havia d'encaixar la psicologia dins el marxisme de manera que va elaborar allò que hui designem com a psicologia historicocultural.
La seua activitat comença a l'entreguerres en una època de crisi per a la psicologia. Els gairebé 30 anys que acumula la psicologia dins la recerca no han estat suficients per a digerir res que siga científic. Vigotski publica prop de 180 treballs, 80 dels quals encara no han estat editats. És vers els anys 1960 que són redescoberts.
La seua idea principal és que el desenvolupament humà no pot pas explicar-se fora de la interacció social. L'home neix dins un ambient nodrit de cultura i això l'influïx. Considera que el desenvolupament cognitiu està emmarcat dins la dimenció social de l'infant i que l'aprenentatge d'este es durà a terme amb la interiorització dels instruments culturals que l'envolten. Per tant, el desenvolupament individual no pot entendre's sense fer referència a l'entorn social, on s'inserix el nen.

#### L'escola de Würzburg i la introspecció
A la segona meitat del segle XX comencen les recerques sobre el pensament. Abans d'això s'havia fet recerca principalment fisiològica. Oswald Küple (1862-1915) i Karl Marbe (1869-1953) obren a la Universitat de Würzbug el primer laboratori que mira d'investigar sobre el prensament. Els seus deixebles Ach, Watt, Messer, Grünbaum o Koffka funden l'Escola de Würzburg.
Esta escola va ser fonamental per a la psicologia perquè orientà les cerques fora de les sensacions i les imatges, tot provant de demostrar que es podia fer psicologia sobre la ment. Cal pensar que el cervell és impenetrable. És un gran òrgan brut al qual no hi ha manera d'accedir interiorment. És a dir, l'afer era intentar fer busques dins els pensament, però estos són immaterials, dins un òrgan que no dona mostres visibles a vista d'una dissecció.
El mètode amb què optaren fou criticat i anomenat pejorativament mètode d'interrogació. Consistia a demanar que els conillets d'índies resolguessen problemes (com ara la suma de 34+23) i n'expliquessen tots els pensaments als observadors. Anomenaren el mètode d'auto-observació experimental. Però Wundt no compongué gens ni mica amb les conclusions. Per al psicòleg el mètode era erroni i les conclusions obtingudes tampoc no coincidien amb les seues.
Edward Titchener (1867-1927) també pensà que el mètode de l'auto-observació era escaient per a fer recerca sobre el pensament, però els resultats que n'obtenia no eren coincidents amb els de l'Escola de Würzburg.
Karl Bühler (1879-1963), deixeble d'Oswald i Marbe, va arribar a la conclusió que el pensament humà no funciona mitjançant les imatges, tal com pensava Aristòtil. Detecta uns quatre processos de pensament, però, com dèiem, al capdavall les recerques de l'Escola de Würzburg foren més aviat un intent de demostrar que es podia experimentar sobre esta massa d'òrgan brut que és el cervell.

#### El debat científic entre estructuralistes i funcionalistes
La possibilitat d'estudiar el pensament va derivar als Estats Units en un enfrontament entre partidaris de l'anàlisi de la consciència i partidaris de l'anàlisi de les funcions i utilitats de la psique.
Als Estats Units la psicologia hi entra mercès a William James (1842-1910), que treballa sobre la teoria del jo, Stanley Hall (1844-1924), que institucionalitza la psicologia, James Marck Baldwin (1861-1934), que treballa en psicologia infantil, i James McKeen Cattel (1860-1944), que introduïx i difon els tests. Són psicòlegs de la primera meitat del segle XX i funcionen sobretot amb el llegat evolucionista i fisiològic deixat.
Baldwin era partidari del funcionalisme i amb la Universitat de Xicago va defensar les seues postures. És a dir, considerava que la psicologia ha de ser funcional perquè el seu objectiu és la predicció i el control de la conducta. Trobava que l'estructuralisme feia servir un mètode inadequat. Els funcionalistes buscaven un mètode verificable i es deien hereus de l'associacionisme i l'evolucionisme.
Titchener, tot introduint-se en el mètode de l'auto-observació, que podríem anomenar d'introspecció experimental, defensava des de Cornell l'estructuralisme. Els estructuralistes consideraven que l'objectiu de la psicologia era l'explicació de l'estructura de la ment (anàlisi i síntesi). Deien nodrir-se de la fisologia i el positivisme.
És James Rowland Angell (1869-1949) qui posa certa llum a la foscor en considerar que al cap i a la fi totes dues tendències eren utilitzades en psicologia, de manera que el funcionalisme no deixava de ser complementari a l'estructuralisme i efecte contrari. Per bé que fora  funcionalista, sabé veure la part grisa que es va presentar com a blanc i negre amb John Dewey (1859-1952).
Dewey inicia el debat científic amb un article seu publicat l'any 1896 sobre l'arc reflex.

#### El connexionisme i les capses-problema
Edward Lee Thorndike (1874-1947) desenvolupa les primeres experimentacions amb ratolins. A partir de la psicologia comparada fa una crítica als mètodes de J. Romanes i proposa experimentar en lloc d'observar el comportament animal. Inventa les capses-problema que eren unes capses on hi ficava els ratolins i que dins un circuït havien de resoldre la manera d'aconseguir accedir al menjar.
El connexionisme ha estat molt important per a l'acceptació de la psicologia com a ciència a banda. Thorndike obté amb este mètode grans conclusions com ara adonar-se que el cervell animal no és tant similar a l'humà. Les experimentacions sobre l'aprenentatge per imitació van revelar que cap animal era capaç d'aprendre imitant-ne un altre. Això no obstant, Thorndike va posar a prova les seues conclusions amb éssers humans i va poder determinar amb això una llei generalitzada del comportament humà a partir de la conducta animal.
Descobrix que el càstig no és un bon mètode per a aprendre.
Hui l'experimentació amb ratolins és molt recurrent en psicologia.

#### El conductisme o behaviorisme

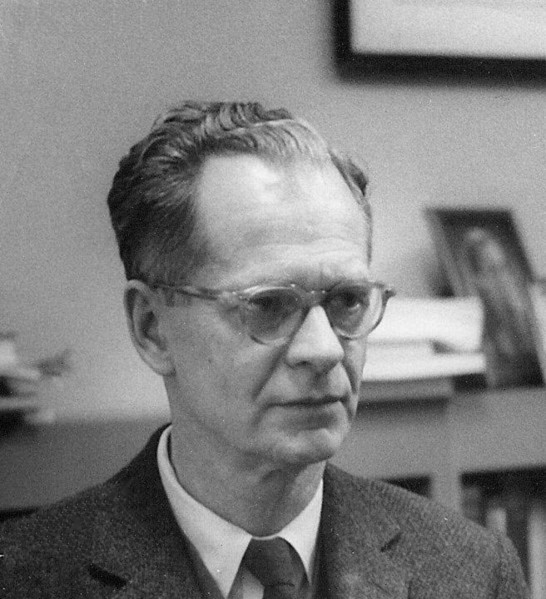
Skinner, un conductista destacat

El corrent funcionalista va voler estudiar les funcions de la ment en lloc del seu contingut estructural perquè va considerar que així podia ajudar a desenvolupar una psicologia realment útil. Ara bé, el mètode de la introspecció, tot i les seues aspiracions, presentava dificultats serioses quan s'havia de dissenyar experiments que donessen resultats replicables, per tant, verificables. És a dir, a la pràctica el funcionalisme és del tot erroni i no va més lluny que la resta de propostes que s'havien dut a terme fins llavors.
John Broadus Watson (1878-1958) critica el funcionalisme i tota la psicologia tradicional. Considera que la psicologia es troba després de 30 anys de recerques en una situació similar a la psicologia filosòfica. Seria hora de fer ciència. En un article que publica a mode de manifest l'any 1913 defensa que la psicologia no pot tindre cap més objectiu que l'estudi del comportament. Això exclou els intents d'estudiar la consciència i també els mètodes d'introspecció. Watson és molt crític i considera que cal tornar a un mètode experimental. Les experiències amb ratolins de Thorndike en són demostracions. Watson va estudiar psicologia comparada i malgrat fer-ne crítiques, pensa trobar-se ja amb un bon mètode per a fer ciència. Els assaigs amb capses-problemes de Thorndike inspiren en Watson una manera nova de traslladar la psicologia comparada a la psicologia humana. Estudia doncs el comportament humà a partir de ratolins blancs al laboratori.
Watson obre un camí i canvi considerable dins la psicologia. El conductisme permet fer acceptar la psicologia com a ciència. És a dir, la torna respectable.
Posteriorment, després de les cerques de Watson, diversos psicòlegs conductistes inauguren una nova etapa que en historiografia s'ha anomenat neoconductista. En efecte, Edward Tolman (1886-1959) introduïx variables als mètodes de recerca de Watson. Este feia servir les capses-problemes amb un esquema d'estímul i resposta. Tolmann ho va veure molt rígid i va introduir variables no observables.
Clark Hull (1884-1952), per la seua banda, va menar una de les explicacions més precises de l'aprenentatge en terme d'equacions matemàtiques. És Burrhus Frederic Skinner (19884-1952) qui deixa una empremta notable amb el condicionament operant i el seu retorn a un conductisme més bàsic.

### Les recerques d'inici de segle XX

#### La psicologia diferencial o psicologia de les diferències individuals
Tot iniciant el nou segle, la psicologia s'ha intressat en establir una explicació a la psique dins un àmbit comú, és a dir, partint del principi que tots els cervells són iguals. La psicologia diferencial, que neix al segle XX, vol entendre el cervell de cada individu, d'allò que ens diferencia de cada individu.
L'origen de la psicologia diferencial és polèmic. A partir de les idees eugenistes de Francis Galton, Alfred Binnet (1857-1911) intenta mesurar la intel·ligència mitjançant instruments estadístics. L'objectiu seria detectar-ne l'origen genètic. Prompte s'adona que el mesurament de cranis no porta enlloc i es distancia de Galton per a donar lloc a una branca frutífera de la psicologia que balla entre la teràpia, l'educació i la clínica.
Théodore Simon (1873-1961) en continua les cerques mentre la psicologia diferencial es constituïx com una branca molt a part de la psicologia general.

#### L'ús industrial i militar de la psicologia
La psicologia és una ciència que no té cap més objectiu que entendre els processos mentals i el comportament humà. No hi ha cap utilitat al seu darrera perquè, com tota ciència, la cerca es fa per a conèixer i prou.
A la primera meitat del segle XX, però, neix la psicologia aplicada. Existixen moltes crítiques llavors que no veuen la psicologia prou preparada per a fer este pas o que simplement condemnen l'ús de la psicologia per a una altra cosa que no siga conèixer.
La Revolució Industrial és la principal causadora del naixement de la psicologia aplicada. Molts psicòlegs troben que la psicologia pot ser útil per a la societat. Es proposen llavors de posar-se en mans de governs o de la indústria mateixa. Este punt fa evolucionar la psicologia i molts cops ajuda veritablement la societat. Un exemple ben clar d'això fou el camp forense. Hugo Münsterberg (1863-1916), el principal psicotècnic del segle xx, va participar en judicis molt mediatitzats per a millorar el desenvolupament de la justícia. L'afer Richard Ivans o el cas de Harry Orchard són dossiers ben parladors. Critica el sistema judicial perquè els testimoniatges no són adequats i el judici final acaba sent esbiaixat.
Però, a banda, Münsterberg va contribuir a la psicologia industrial estudiant els hàbits de compra, els anuncis o assessorant en l'elaboració dels envasos. Elabora un primer sistema d'orientació i selecció de personal. La seua tasca és tant important que la Universitat Harvard obre un departament especialitzat per a la psicologia aplicada.
Així doncs la primera meitat del segle XX hi ha grans avenços, no exempts de polèmica. La introducció dels tests mentals per part de Galton fa emergir noves pràctiques dins l'exèrcit. Bona part de la psicologia aplicada avança en esta època mercès al seu ús militar i escolar. Les guerres mundials necessiten l'assessorament de psicòlegs. S'inventen els tests col·lectius, l'edat mental, el quoficient intel·lectual, l'escala mètrica de la intel·ligència, així com s'aplica el test d'associació de paraules en branques de la societat com la justícia mateixa. James McKeen (1860-1944) sura entre els noms a retenir. No fou pas l'únic perquè també caldria posar èmfasi sobre William Sern (1871-1938), que treballa en psicologia infantil, Walter Dill Scott (1879-1955) que s'interessa per la psicologia de la publicitat, o Lightner Witmer (1867-1956), fundador de la psicologia clínica, investigador en els transtorns d'arpenentatge o de la hiperactivitat.

#### La teràpia psicanalítica
La psicanàlisi, de la mà de Sigmund Freud (1856-1939), va significar un punt d'inflexió a la història de la psicologia degut a l'aprofundiment i la varietat de qüestions plantejades. Ho és perquè també descobrix l'inconscient, clau de tota aproximació amb un pacient atès d'alguna malaltia mental com la depressió mateixa.
Freud, metge de professió, treu la psicanàlisi de les seues experiències a planta, és a dir, a la clínica. Beu de la psicologia fisiològica, però és veu molt influenciat per Charcot amb qui aprèn de l'hipnosi. Charcot tractava els seus pacients amb l'hipnosi, però Freud se'n va distanciar en veure que no tenien efecte gauridor sobre els malalts. A París també va aprendre de l'electroteràpia, però tampoc no hi veié millors resultats.
Eixit de tota l'experiència que acumulava com a metge a la clínica, Freud reflexiona sobre la neurosi i en treu com a conclusió que els seus símptomes s'originen en traumes viscuts en el passat i que subjauen encara dins l'inconscient. Estarien reprimits perquè no ixen de l'inconscient i a causa d'això donen lloc a la patologia. La moral social no els acceptaria i el jo els rebutjaria. De fet, considera que els traumes són de naturalesa sexual, pertanyents a l'etapa de la infantesa de tot ésser humà. La solució que hi troba Freud és intentar reproduir novament els processos psicològics que ocasionen el trauma mitjançant la conversa amb el pacient. L'objectiu seria arribar a l'inconscient, fer-lo parlar. Freud pensa que en portar-los de la inconsciència a la consciència aconseguïx guarir la malaltia. Això és la psicanàlisi.
Per a explicar la seua teoria i els símptomes dels traumatismes recórrer a la mitologia grega. L'utilitza, per exemple, per a explicar l'origen de la histèria, entesa com a malaltia. Així, entén l'homosexualitat com una malaltia i l'explica mitjançant el complex d'Èdip. L'homosexualitat sorgiria, segons Freud, d'un traumatisme infantil que encara subjau dins l'inconscient. Però ni la histèria ni l'homosexualitat són malalties. Per tant, per molt que es mire de tractar un homosexual, no deixarà de ser-ho. I, de fet, d'entre els seus deixebles, Alfred Adler (1870-1937), veiem com hi ha un distànciament en punts claus com ara considerar la sexualitat reprimida el focus originador de la neurosi.
Molts historiadors en psicologia consideren que el veritable acte de fundació de la psicanàlisi es produïx l'any 1897 quan Freud resol aplicar-se els mètodes apresos amb Charcot i en psicologia clínica després que morira el seu pare. Cal considerar que aleshores es produí una forta controvèrsia entre els seus col·legues de professió degut als postulats i les tècniques d'intervenció que es feien servir. Freud se'n va allunyar i decidí autoaplicar-se la hipnosi o l'electroteràpia. És en veure que no tenia efecte que nasqué la psicanàlisi.
La psicanàlisi ha tingut a la pràctica dos recorreguts. Ben acceptada als Estats Units, però força refusada a Europa. Després d'això la psicanàlisi va tenir una reprecussió molt notable a Europa on se n'acabà fent fins i tot una doctrina gairebé inqüestionable vora els anys 1950 i 1960. El ròssec dels anys ha permès desfer-se d'este determinisme i s'han integrat nous elements i descobertes.
Tot allunyant-se, Carl Gustav Jung (1875-1961), deixeble seu, es desentén de la sexualitat reprimida, lliga la personalitat a la cultura i descobrix que l'inconscient no ho genera tot. Funda amb això la psiclogia analítica.
Existixen altres deixebles de Freud com ara Erich Fromm o Erik Erikson.

#### Piaget i el constructivisme
Als inicis del segle XX Jean Piaget funda l'Escola de Ginebra a Suïssa, on postula el constructivisme.
Segons l'Enciclopèdia Catalana, és un "corrent psicopedagògic que es caracteritza pel fet d’entendre el procés d’aprenentatge humà com una articulació de construccions mentals elaborades activament per cada individu".
El corrent s'emmarcaria "dins de la família dels enfocaments cognoscitivistes, l’origen dels quals es troba en les teories del psicòleg suís Jean Piaget". Piaget no entenia l'ésser humà "com a receptor de coneixements passiu", tal com el concep l'associacionisme, "sinó com a creador d’estructures mentals actives que integren i desenvolupen coneixements".
El constructivisme "beu en les fonts filosòfiques de l'innatisme i de l'empirisme", però també del darwinisme. A partir de l'estudi dels embrions d'espècies diverses, Heinz Werner va arribar a la conclusió que el desenvolupament ontogenètic de l'individu replica el patró de desenvolupament filogenètic de l'espècie, per la qual cosa, es passa d'un estadi global d'indiferència biològica cap a un estadi d'òrgans diferenciats i especialitzats. Piaget en fa un analogisme amb el coneixement.
Segons el constructivisme, per tant, "l'infant construïx mentalment els seus coneixements mercès a la interacció que es produïx entre les seues capacitats" i l’entorn "culturalment organitzat" en el qual s'inserix. D'esta forma, cada humà construïx el seu coneixement de manera molt diferent a l'associació passiva de sensacions, tal com postulava l'associacionisme.
El constructivisme respon "a una inquietud epistemològica: s'interessa especialment pel procés cognoscitiu, és a dir, pels mecanismes subjacents a tot procés d’aprenentatge".

#### La psicologia social
La frontera entre la psicologia i la sociologia no està ben definida. És a esta conclusió que arriben molts psicòlegs de la Gestalt als Estats Units. L'home no deixa de ser un ésser social per la qual cosa actua molts cops segons la pressió del grup. Norman Tripplett (1861-1931) ho va demostrar amb una experiència realitzada amb infants que li permeté aplicar posteriorment al ciclisme. Els esportistes que fan ciclisme són més bons quan hi ha un efecte col·lectiu.
És doncs amb psicòlegs de la Gestalt, com ara Kurt Lewin (1890-1947), que la psicologia social s'institucionalitza als Estats Units. Les primeres referències a una psicologia social, però, les trobem a Europa dins la psicologia dels pobles. Steinthal o Lazarus en foren cares visibles amb la revista Zeitschrift für Völkerpsychologie. Gustave le Bon o Charles Blondel també poden incloure's dins la primera psicologia social europea. Però és William McDougall (1871-1938) qui obre veritablement la branca als Estats Units.
Influenciat pel darwinisme i James, no compon amb el conductisme i creu que pot explicar el comportament socioindividual mitjançant els instints. És una primera aproximació que mica en mica es decanta cap a l'anàlisi de grups. Floyd H. Allport (1890-1978) és el primer que realitza experiments pròpiament de l'àmbit. Demostra com el grup influencia l'individu amb allò que anomenava facilitació social.
Jacob Levy Moreno (1892-1974) o Kurt Lewin aprofundixen sobre els grups. Lewin va mirar de trobar dinàmiques de grup. Els seus treballs, força representatius de les preocupacions d'època, intenten entendre com és possible que la població obeïra al règim nazi.
Després d'estos treballs i sota la influència de la psicologia cognitiva, la psicologia social es decanta cap a una psicologia social cognitiva. En serien uns bons representants Fritz Heider (1896-1958) o Léon Festinger (1919-1989).

### Les recerques de la segona meitat del segle XX

#### La psicologia cognitiva o cognitivisme
El conductisme va representar un llast als anys 1950 per a Noam Chomsky. No permetia entendre els problemes derivats del llenguatge, la memòria o la resolució de problemes. És un corrent que es demostra insuficient perquè es desdiu de la cognició i s'ocupa solament del comportament. Chomsky ho fa evident en una crítica adreçada a Skinner on hi diu que no es pot tractar el llenguatge animal de la mateixa forma que l'humà perquè els nens aconseguïxen interioritzar prompte i ràpidament construccions gramaticals complexes com si estigueren ja programats per a això mateix.
El context és procliu a un altre tipus d'anàlisi. Alan Turing (1912-1954) desenvolupa la teoria de Turing i la idea d'una màquina teòrica (l'ordinador) capaç de resoldre tots els càlculs imaginables, Claude Shannon (1916-2001) desenvolupa la teoria del processament de la informació sobre un sistema binari, John von Neumann (1903-1957) és responsable primer primer ordinador modern, i el concepte de cibernètica desenvolupat per Norbert Wiener (1894-1964) fa salat. De forma general s'expandix la idea que l'home i la màquina poden ser considerars en un mateix nivell sistema de tractament d'informació. La psicologia cognitiva pren efectivament molta influència de la introducció de la informàtica. L'any 1960, per exemple, Miller, Galaente o Pribram establixen l'analogia entre l'ordinador i la ment humana, entre els processos computacionals i els cognitius. Així la psicologia cognitiva rebutja els trets socials i culturals a la manera de Freud i s'acosta a la lingüística.
El desenvolupament de la tecnologia de guerra durant la Segona Guerra Mundial va fer necessària una major comprensió del rendiment humà i trobar la millor manera d'entrenar els soldats per utilitzar les noves tecnologies, i com tractar els assumptes d'atenció mentre es trobava sota coacció es va convertir en una necessitat militar que el conductisme no proporcionava, i el treball del psicòleg britànic Donald Broadbent, integrant conceptes de la investigació del rendiment humà i la teoria de la informació recentment desenvolupada, el que va forjar el camí en esta àrea, que va distingir entre processos "automàtics" i "controlats".
D'esta manera neix la psicologia cognitiva als anys 1960 amb la fundació a la Universitat Harvard el Centre d'Estudis Cognitius per part de Jerome Bruner i George A. Miller. Els primers estudis aparïxen de la mà de George Miller, Jerome Bruner, d'Ulrich Neisser o Leon Postman. També s'editen els primers manuals de psicologia cognitiva.
La psicologia cognitiva no va ser acceptada pels professionals i es va anomenar caixa negra, aspectes que es consideraven inexplorables o no prou interessants. Es pensava que no podia ser estudiada amb el mètode científic, encara que els psicòlegs cognitius defensaven que cada individu té un esquema cognitiu preexistent.
L'any 1970 es va començar a dubtar la validesa del pensament computacional, ja que els científics apuntaven que els humans tenen resposta emocional i actuen diferentment segons del seu entorn, així que el seu pensament no podia ser igual que el d'un ordinador.

#### La psicologia humanista
Tot seguit a la psicologia cognitiva, s'incuba als Estats Units un moviment de reacció a la psicanàlisi, el conductisme i el cognitivisme. El seu text fundador seria el manifest Bugental.
Van aparèixer psicòlegs que rebutjaven la concepció mecanicista de la persona, fora com a resposta exterior o com a determinants interns. Estos psicòlegs, agrupats sota el terme de psicologia humanista, van defensar el caràcter únic de l'ésser humà, que ve determinat per una interacció social complexa, per les emocions, la recerca del sentit de la vida, entre més. Afirmaven que per apropar-se a les qüestions realment importants no és suficient un experiment de laboratori i proposaven, per tant, recerca qualitativa i no únicament estadística (animats per l'acceptació de l'etnografia i altres mètodes d'investigació). Molts d'ells van recuperar un vessant espiritual de la persona, a parer seu menystingut per l'excessiu cientifisme de les generacions anteriors de psicòlegs. Les seues afirmacions són polèmiques encara hui.
Això no significa que s'abandonessen les línies d'avenç anteriors. La psicologia clínica va continuar analitzant el paper de les malalties mentals, amb la publicació del Diagnostic and Statistical Manual of Mental Disorders, catàleg de patologies que a la quarta revisió (DSM-IV) és encara l'instrument de diagnòstic essencial.
Maslow, conegut per la seua piràmide de les necessitats, és un dels referents de la psicologia humanista. Defensava que l'home tot sol pot conèixer la seua humanitat a través de la humanitat de qui l'estudia. Dit altrament, tota persona que percebisca ser respectada i estimada durant un estudi, actua amb més naturalitat que tota altra persona que percebisca ser manipulada.
L'impacte de la psicologia humanista ha estat notable en psicoteràpies i llibres de divulgació o autoajuda.

#### La neuropsicologia i els pacients neurològics
Les guerres mundials van portar a la taula d'estudis el problema dels soldats atesos neurològicament per fractures cranioencefàliques o per ferides de bala. El desenvolupament de les tècniques de neuroimatge han fet possible allò que s'intentava saber des de temps de la frenologia. En efecte, malgrat que l'esquema de les funcions cerebrals de Gall fora incorrecte, Paul Broca (1824-1880) intenta localitzar l'àrea del llenguatge dins el cervell. Com el seu homòleg frenologista, rep crítiques de part de John Hughlings Jackson qui diu no haver-hi manera d'ubicar les àrees que efecten a cada funció del cervell.
A la Segona Guerra Mundial el psicòleg rus Alexander Romanovitx Lúria aconseguïx dissenyar amb els pacients neurològics un esquema de les funcions. Ubica l'atenció, la memòria, el llenguatge, el càlcul, etcètera. Desacredita a Jackson i dins la línia de recerca de Paul Broca, fa les aportacions més plausibles d'època. Funda amb això la neuropiscologia.
És als anys 1970 que es comencen a confirmar les àrees estudiades per Lúria. La introducció de la tomografia axial computeritzada per part de Cormack i Hounsfield permet donar una imatge anatòmica del cervell. Es comença a saber on se situen les funcions del nostre cervell.

## Per a més lectures
- Emily Ralls, Caroline Riggs. El petit llibre de la psicologia. Barcelona: Amat, 2023